# Wolfman Jack
Wolfman Jack, nome artístico de Robert Weston (Bob) Smith (Brooklyn, Nova York, 21 de janeiro de 1939 — Belvidere, Carolina do Norte, 1 de julho de 1995) foi um famoso DJ americano das décadas de 1960 e de 1970. Wolfman Jack foi forte influência para Big Boy, o disc jockey brasileiro mais importante das décadas de 1960 e 1970.

## Início
Smith nasceu no Brooklyn em 21 de janeiro de 1938, filho mais novo dos dois tidos por Anson Weston Smith, um professor de escola dominical na Igreja Episcopal, escritor, editor e vice-presidente executivo da publicação Financial World e de Rosamond Small. Seus pais divorciaram-se quando ele ainda era muito jovem. Para mantê-lo longe de atividades ilícitas, seu pai comprou-lhe um rádio de várias bandas ("transoceânico") e assim Robert tornou-se um ávido fã de R&B e dos DJs que tocavam o estilo, tais como "Jocko" Henderson da Filadélfia, "Dr. Jive" de Nova York, o "Moon Dog" Alan Freed, e "John R." Richbourg, de Nashville, que mais tarde viria a ser seu mentor. Após vender enciclopédias e material para limpeza porta a porta, Smith frequentou a National Academy of Broadcasting em Washington, D.C.. Após concluir o curso, em 1960, ele começou trabalhando como "Daddy Jules" na WTJZ (atualmente WYOU-AM) em Newport News, na Virgínia. Quando a rádio mudou o estilo para "música bonita", Smith tornou-se conhecido como "Roger Gordon and Music in Good Taste". Em 1962, ele mudou para a rádio country KCIJ/1050 em Shreveport, Louisiana para ser o gerente e o radialista da manhã, o "Big Smith with the Records". Ele casou-se com Lucy "Lou" Lamb em 1961 e tiveram dois filhos.

## Sucesso
O disc-jockey Alan Freed exerceu papel considerável na transformação do rhythm and blues negro para o rock and roll, denominando-se originalmente "Moon Dog" depois do músico nova-iorquino Moondog. Freed ao mesmo tempo adotou o nome e uso um uivo gravado para das às suas transmissões um caráter único. A adaptação própria de Smith para o tema de Moondog foi denominar-se Wolfman Jack e adicionar seus próprios efeitos sonoros. O personagem foi parcialmente baseado no estilo e nas maneiras do bluesman Howlin' Wolf. Foi na KCIJ que ele começou a desenvolver seu alter ego Wolfman Jack. De acordo com o autor Philip A. Lieberman, a persona "Wolfman" de Smith "derivou do gosto dele por filmes de terror e sua peripécias como um 'lobisomem' com seus dois sobrinhos jovens. O 'Jack' foi adicionado como parte do jargão 'hipster' da década de 1950, tal como em 'take a page from my book, Jack', ou o mais popular 'hit the road, Jack.'"
Em 1963, Wolfman Jack continuou a desenvolver seu personagem quando Ramón Bósquez, da Inter-American Radio Advertising o contratou e o mandou para a XERF-AM, em Ciudad Acuña, no México, uma estação com sinal forte que ultrapassava a fronteira e podia ser captada em boa parte dos Estados Unidos. Em uma entrevista com o escritor Tom Miller, Smith descreveu assim o alcance do sinal da XERF: "Nós tínhamos o sinal mais poderoso da América do Norte. Pássaros caíam mortos quando voavam muito próximos à torre. Um carro que viajasse de Nova York a Los Angeles nunca perdia a estação". Muitas dessas estações da fronteira mexicana transmitiam em 250 quilowatts, o quíntuplo do valor permitido nos Estados Unidos, o que fazia com que esses sinais fossem captados em toda a América do Norte e durante a noite, em lugares tão distantes quanto a Europa e a União Soviética. Foi na rádio XERF que Smith desenvolveu seu estilo (com bordões como "Who's this on the Wolfman telephone?") e grande fama. As rádios da fronteira mantinham-se vendendo tempo para pregadores de igrejas pentecostais e ao receber 50% do lucro de tudo que fosse encomendado e vendido pelo correio. Wolfman Jack vendeu todo tipo de produto: pílulas, ração canina, etc.
A XERB (atual XEPRS-AM) era o indicativo de chamada original da estação de fronteira nas Playas de Rosarito, no México, conhecida com a The Mighty 1090 ("A poderosa 1090 (kHz)" em Hollywood, Califórnia. A XERB também possuía um escritório em Chula Vista. Ficava a apenas 10 minutos da fronteira entre Tijuana-San Diego. Dizia-se que Wolfman realmente realizava as transmissões desse lugar do início à metade da década de 1960. Mas Smith deixou o México após oito meses e mudou-se para Minneapolis, Minnesota para gerenciar a estação KUXL. Depois de perdido o entusiasmo, entretanto, ele retornou à XERB, abrindo um escritório na Sunset Boulevard em Los Angeles em janeiro de 1966. Wolfman passaria a gravar suas transmissões em Los Angeles e enviar suas gravações através da fronteira para o México, de onde seriam transmitidas para os Estados Unidos. Foi durante essa época na XERB que Smith conheceu  Don Kelley, que se tornaria seu empresário e parceiro de negócios por mais de 20 anos. Foi Kelley quem viu o potencial para que Wolfman Jack se tornasse mais que uma personalidade do rádio. Kelley começou a trabalhar numa estratégia para transformar Smith num ídolo cult do rádio para uma figura de todas as mídias: cinema, discos e televisão. Ele promoveu Smith na grande mídia e travou relações com os principais jornalistas da época.
Em 1971, o governo mexicano decidiu que seus cidadãos, católicos em sua maioria absoluta, não deveriam estar sujeitos ao proselitismo e baniu os pregadores pentecostais de suas rádios, tirando de uma vez 80% do faturamento da XERB. Com isso, Wolfman Jack mudou-se para a rádio KDAY 1580 em Los Angeles, que só podia lhe pagar uma fração de sua renda na época na XERB. Mas Smith capitalizou sua fama editando suas gravações na XERB, vendendo-as para outras rádios, criando no rádio o processo de syndication, comum na televisão. Também fez transmissões na Rádio das Forças Armadas de 1970 a 1986. Em seu auge, Wolfman Jack chegou a ser ouvido em mais de 2000 rádios em 53 países. Em um acordo promovido por Don Kelley, The Wolfman recebeu um grande valor para entrar na WNBC de Nova York em agosto de 1973, tendo a rádio feito uma grande campanha publicitária usando o nome de Wolfman para ganhar a disputa da audiência contra a WABC, que tinha "Cousin Brucie" (Bruce Morrow). Os anúncios proclamavam, "Cousin Brucie's Days Are Numbered" ("os dias de Cousin Brucie estão contados"), tendo também lançado panfletos que diziam: "Cousin Brucie is going to be buried by Wolfman Jack" ("Cousin Brucie será enterrado por Wolfman Jack"). Pouco menos de um ano depois, a WNBC contratou Cousin Brucie e Wolfman Jack voltou para a California para concentrar-se em seu programa de rádio distribuído nacionalmente. Ele mudou-se para Belvidere, Carolina do Norte, em 1989, para ficar mais perto de sua família estendida.

## Cinema, televisão e música
No início, Wolfman Jack fez aparições esporádicas, geralmente como mestre de cerimônias (MC) para bandas de rock nos clubes noturnos de Los Angeles. A cada aparição ele nunca tinha a mesma aparência por que Smith ainda não se decidira por uma aparência determinada para Wolfman Jack. Somente em 1969, no filme A Session with the Committee(uma montagem de esquetes do grupo de comédia The Committee) que finalmente Wolfman Jack pôde definir sua aparência.
Wolfman Jack lançou dois álbuns pela Wooden Nickel Records: Wolfman Jack (1972) and Through the Ages (1973). Seu single de 1972, "I Ain't Never Seen a White Man", atingiu a posição 106 nas paradas da Billboard. Em 1973, Wolfman Jack aparece no segundo filme do diretor George Lucas, American Graffiti, fazendo ele mesmo. Suas transmissões unem o enredo do filme e o personagem de Richard Dreyfuss tem um vislumbre do misterioso em uma cena crucial. Em gratidão pela participação de Wolfman Jack, Lucas deu-lhe uma fração dos lucros do filme, que teve grande sucesso e lhe foi uma provisão de renda por toda a vida. Ele também apareceu na sequência de 1979 More American Graffiti, mas apenas com a voz.
Subsequentemente, Smith apareceu em vários programas de televisão como Wolfman Jack. Dentre eles estão: The Odd Couple, What's Happening!!, Vega$, Hollywood Squares, Married... with Children, Emergency e principalmente  Galactica 1980. Ele foi o locutor regular e apresentador ocasional de The Midnight Special na NBC de 1973 a 1981. Também foi o apresentador de suas séries autointituladas: The Wolfman Jack Show, produzida no Canadá pela CBC em 1976, com distribuição nos Estados Unidos.
Os programas radiofônicos de Wolfman Jack's foram uma influência para as letras de Jim Morrison na música The WASP (Texas Radio and the Big Beat).
Em julho de 1974, Wolfman Jack foi o MC do Ozark Music Festival na Feira do Estado de Missouri, um grande festival de rock de três dias, com frequência estimada em 350.000 pessoas, um dos grandes eventos músicas da históri. Em 1985, a voz de Wolfman Jack é ouvida várias vezes em anúncios do telefilme da ABC para o Halloween, "The Midnight Hour". Jack gravou vários trechos sonoros para o filme e é visto no início como um extra.
Em 1989, ele fez a narração para a versão americana do jogo DJ Boy. Sua voz não foi usada na versão doméstica do jogo, em função das limitações de memória. Wolfman Jack interpretou a si mesmo num episódio de Married... with Children (Ship Happens, part 1) com primeira exibição em fevereiro de 1995.

## Morte
Wolfman Jack havia terminado de gravar seu último programa de rádio ao vivo, um programa distribuído nacionalmente a partir do Planet Hollywood no centro de Washington, D.C.. Ele disse naquela noite, "I can't wait to get home and give Lou a hug, I haven't missed her this much in years" (Não posso esperar para chegar à casa e dar um abraço em Lou, não tenho sentido tanto a falta dela assim há anos"). Wolfman ultimamente havia estado em viagens, promovendo sua nova autobiografia Have Mercy!:  Confessions of the Original Rock 'N' Roll Animal, sobre o início de sua carreira e as festas com as celebridades. "Ele caminhou até a entrada da garagem, veio para abraçar sua esposa e simplesmente caiu", disse Lonnie Napier, vice-presidente da Wolfman Jack Entertainment. Wolfman Jack morreu de enfarte em Belvidere, Carolina do Norte, no dia 1º de julho de 1995.